# Informatique de gestion
 (novembre 2015).
 (novembre 2015).
- Si vous ne connaissez pas le sujet, laissez ce bandeau (vous pouvez alors contacter les auteurs).
- Si vous supprimez le contenu mis en cause (vous pouvez préalablement contacter les auteurs),

argumentez précisément cette suppression dans la page de discussion
(un manque de référence n'est pas un argument ; une recherche réelle de référence doit avoir été effectuée, être formellement documentée).
Pour les articles homonymes, voir IDG.
L’informatique de gestion (IDG) est l'ensemble des connaissances, des technologies, et des outils en rapport avec la gestion de données, c'est-à-dire la collecte, la vérification et l'organisation de grandes quantités d'informations. L'informatique de gestion a de nombreuses applications pratiques dans les entreprises : listes de clients, de fournisseurs, de produits, comptabilité, etc.
En informatique de gestion, les informations sont souvent placées dans des bases de données et traitées par l'intermédiaire de logiciels spécialisés que sont les systèmes de gestion de base de données.

## Histoire
L’informatique de gestion constitue, avec les utilisations militaires, industrielles et scientifiques, l'un des domaines essentiels d'application qui ont permis le développement rapide de l'informatique.
Dans les années 1980 et 1990, l'informatique de gestion a progressivement évolué :
- en planifiant à plus long terme les choix techniques et organisationnels (schémas directeurs) ;
- par la mise au point de méthodes (MERISE) et d'outils (AGL, automates d'exploitation) permettant d'industrialiser et de rationaliser la réalisation, l'exécution et la maintenance des programmes ;
- par la diversification des langages de programmation (néanmoins le COBOL restera longtemps le plus utilisé) ;
- en tirant parti des progrès considérables de la miniaturisation et de l'augmentation vertigineuse des capacités de stockage et des performances des ordinateurs et des réseaux ;
- par l'emploi croissant des réseaux publics pour transmettre des données avec d'autres entreprises ou administrations (systèmes d'échanges bancaires, EDI…) ;
- par la multiplication et la spécialisation croissante des activités de l'informatique (conseil, expression de besoins, architecture, documentation, tests, formation, assistance, dépannage, etc.) ;
- en réutilisant le plus possible de solutions existantes, en particulier en se procurant des logiciels initialement conçus pour d'autres sociétés et en les adaptant au moindre coût aux spécificités de l'entreprise.

Ce dernier point a beaucoup influencé les évolutions de l'informatique en général :
- standardisation du matériel et des systèmes d'exploitation pour éviter des mises à niveau et des tests incessants ;
- enrichissement du vocabulaire technique par d'innombrables concepts et acronymes (voir jargon informatique)
- modélisation et conception des systèmes (par exemple architecture client-serveur, orientation objet, modèle ISO, ASN.1, XML) ;
- normalisation des protocoles d'échanges : SQL pour que différents programmes puissent alimenter et extraire sélectivement les données d'un SGBD, X.500 ou LDAP pour mutualiser un annuaire et gérer la sécurité d'accès, POP et SMTP ou X.400 pour échanger des messages, NFS, FTAM ou FTP pour transférer des fichiers, RPC pour interroger un autre programme, etc. ;
- apparition de progiciels et de sociétés de service dont la spécialisation accrue a permis de réduire les coûts de réalisation, d'exploitation et de maintenance tout en augmentant les fonctionnalités des systèmes d'information.

## Formations
En France, si la plupart des universités et écoles supérieures de gestion et scientifiques enseignent l'informatique, peu d'écoles supérieures sont spécialisées dans l'informatique de gestion. Cependant, il existe des écoles qui forment au niveau bac+2 (BTS) en informatique de gestion et la formation MIAGE au niveau bac+5.
En Belgique, les Hautes écoles proposent la formation Bachelor en 3 ans. Le Bachelier en Informatique de gestion est un informaticien avec une base de programmation et un savoir-faire dans un ensemble de techniques informatiques logicielles au sens large du terme.
En Suisse, ce sont les Hautes écoles spécialisées (HES) qui proposent une formation de niveau bachelor, dont le cursus est très orienté vers la pratique, qui proposent ces formations en trois ans. Ces mêmes écoles proposent un Master of Science en Business Administration avec une orientation en systèmes d'information.
Au Québec, 47 différents CÉGEP enseignent l'informatique de gestion.
Au Maroc, l'Informatique de gestion est proposée dans le cadre de programmes universitaires de niveau bac+5, généralement offerts en délocalisation avec des universités canadiennes et européennes.